# 普拉特縣 (堪薩斯州)
普拉特县（英語：Pratt County，簡稱PR）是美國堪薩斯州南部的一個縣。面積1,906平方公里。根據美國2000年人口普查，共有人口9,647人。縣治普拉特（Pratt）。
成立於1867年2月27日，縣政府成立於1879年。縣名紀念在美國內戰中陣亡的迦勒布·普拉特少尉。